# Minotaur-C

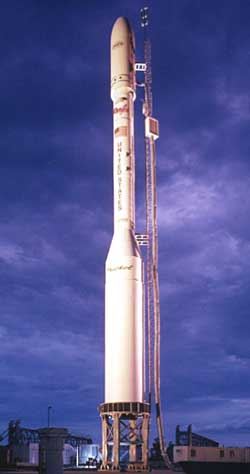
Eine Taurus-Rakete vor dem Start

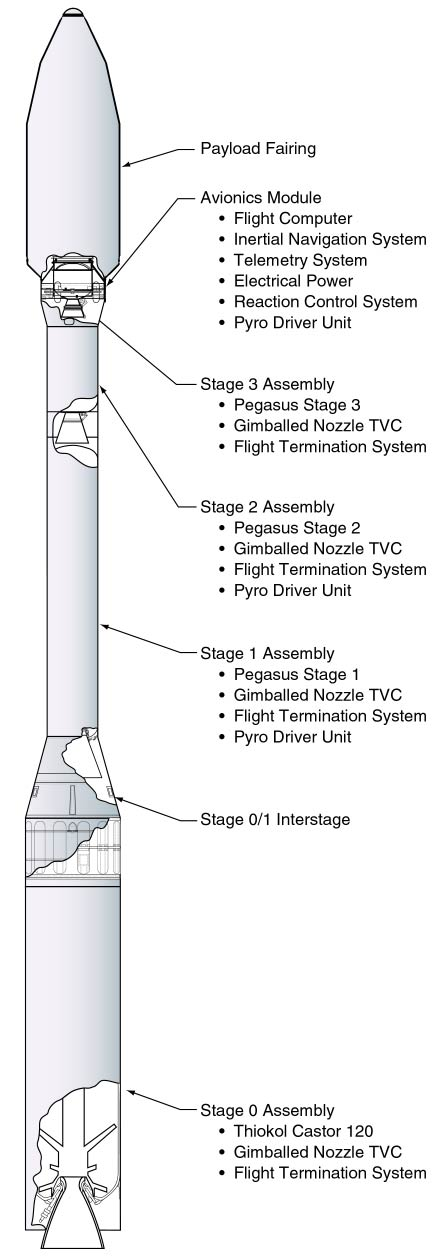
Aufbau der Minotaur-C-Rakete

Minotaur-C (vormals Taurus) ist eine amerikanische Trägerrakete, die von Orbital Sciences Corporation, seit 2015 Orbital ATK hergestellt wird. Minotaur-C ist die bodenstartende Variante der Pegasus-Rakete, bei der das Trägerflugzeug durch die Erststufe der Peacekeeper-Interkontinentalrakete oder deren kommerzielles Derivat, die Castor-120-Stufe, ersetzt wird.
Ihre Nutzlastkapazität beträgt je nach Version zwischen 1180 und 1450 kg in eine niedrige Umlaufbahn. Der Erststart erfolgte 1994, sie startet sowohl militärische als auch kommerzielle Nutzlasten. Nach dem zweiten Fehlstart einer Taurus 3110 hintereinander hat die NASA den Startvertrag für OCO 2 gekündigt. Eine Neuqualifikation der Rakete wäre vor weiteren Starts nötig.
Die Rakete wurde 2014 in Minotaur-C umbenannt, was mit der Übernahme der Avionik aus der Minotaur-Reihe einhergeht. Der erste Start unter dem neuen Namen fand am 31. Oktober 2017 statt.

## Versionen
Durch ihren modularen Aufbau können je nach Bedarf verschiedene Konfigurationen der Taurus- bzw. Minotaur-C-Rakete zusammengestellt werden:
| Rakete    | Stufen | 1. Stufe   | 2. Stufe    | 3. Stufe   | 4. Stufe | Nutzlast (kg) |
| --------- | ------ | ---------- | ----------- | ---------- | -------- | ------------- |
| 1110      | 4      | TU-903     | Orion-50S   | Orion-50   | Orion-38 | 1180 kg       |
| 2110      | 4      | Castor-120 | Orion-50S-G | Orion-50   | Orion-38 | 1250 kg       |
| 2210      | 4      | Castor-120 | Orion-50S-G | Orion-50   | Orion-38 | 1050 kg       |
| 3110 (XL) | 4      | Castor-120 | Orion-50SXL | Orion-50XL | Orion-38 | 1450 kg       |
| 3210 (XL) | 4      | Castor-120 | Orion-50SXL | Orion-50XL | Orion-38 | 1275 kg       |

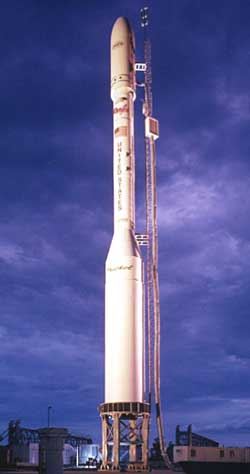
Taurus 1110
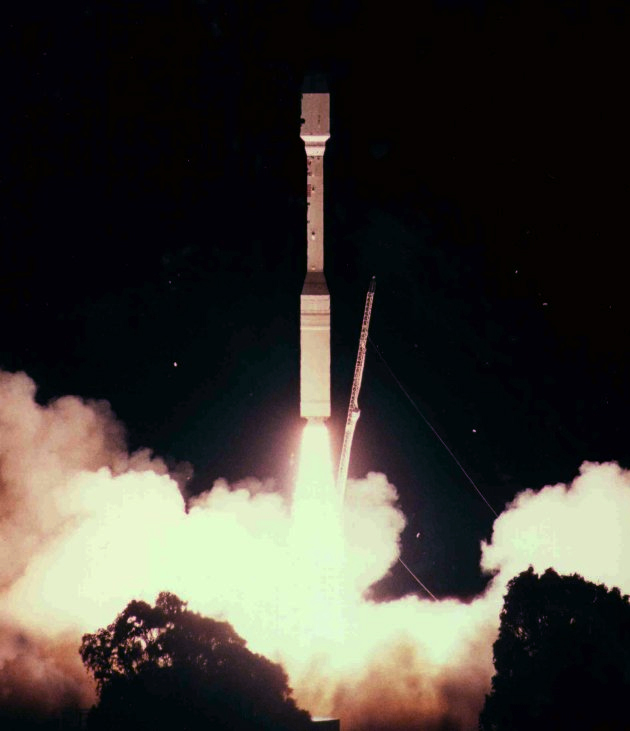
Taurus 2210 mit GFO
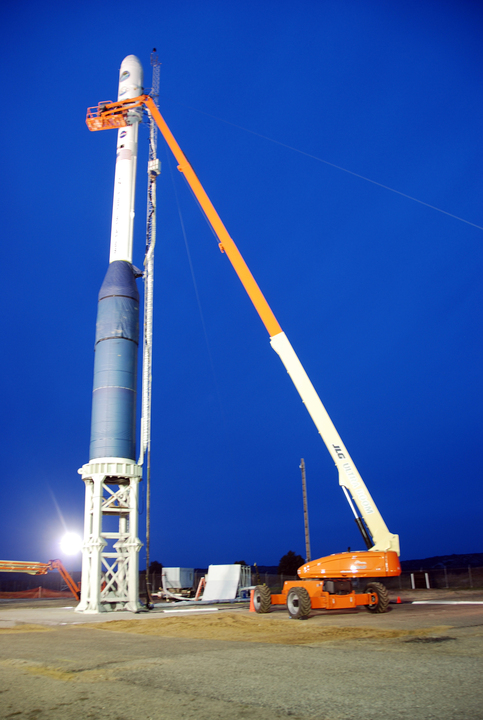
Taurus 3110  (Taurus-XL) mit OCO
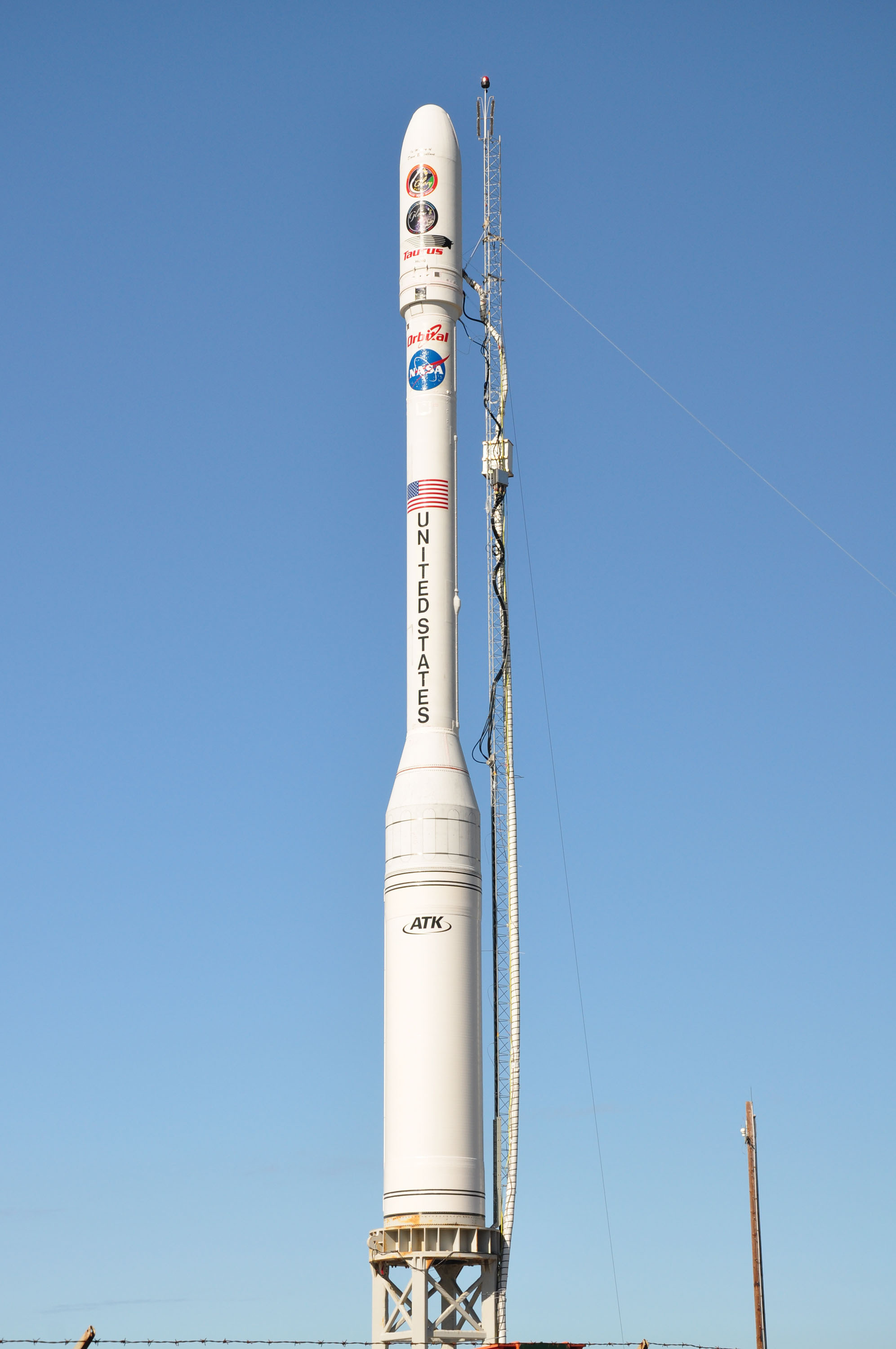
Taurus 3110  (Taurus-XL) mit Glory

## Startliste
Dies ist eine vollständige Startliste der Taurus- bzw. Minotaur-C-Rakete, Stand 31. Mai 2025.
| Lfd. Nr. | Datum (UTC)              | Typ             | Ser.-Nr. | Startplatz | Nutzlast                                  | Art der Nutzlast                                                                       | Nutzlast in kg (brutto 1) | Orbit 2 | Anmerkungen                                                                    |
| -------- | ------------------------ | --------------- | -------- | ---------- | ----------------------------------------- | -------------------------------------------------------------------------------------- | ------------------------- | ------- | ------------------------------------------------------------------------------ |
| 1        | 13. Mai 1994 22:32       | Taurus-1110     | T-1      | Va 576E    | STEP 0 DARPASAT                           | zwei militärische Technologiesatelliten                                                | 503 kg 203 kg             | LEO     | Erfolg                                                                         |
| 2        | 10. Februar 1998 13:20   | Taurus-2210     | T-2      | Va 576E    | GFO Orbcomm FM 3 Orbcomm FM 4 Celestis 02 | militärischer Ozeanographiesatellit Kommunikationssatellit Weltraumbestattung          | 410 kg 40 kg ?            | LEO     | Erfolg                                                                         |
| 3        | 3. Oktober 1998 10:04    | Taurus-1110     | T-3      | Va 576E    | STEX ATEx                                 | zwei militärische Technologiesatelliten                                                | 539,4 kg 53 kg            | LEO     | Erfolg                                                                         |
| 4        | 21. Dezember 1999 07:13  | Taurus-2110     | T-4      | Va 576E    | KOMPSat 1 ACRIMSat Celestis 03            | Erdbeobachtungssatellit Klimaforschungssatellit Weltraumbestattung                     | 469 kg 120 kg ?           | SSO     | Erfolg                                                                         |
| 5        | 13. März 2000 09:29      | Taurus-1110     | T-5      | Va 576E    | MTI                                       | militärischer Technologiesatellit                                                      | 587 kg                    | SSO     | Erfolg                                                                         |
| 6        | 21. September 2001 18:49 | Taurus-2110     | T-6      | Va 576E    | OrbView 4 QuikTOMS SBD Celestis 04        | Erdbeobachtungssatellit Klimaforschungssatellit Technologienutzlast Weltraumbestattung | 368 kg 166 kg 73 kg ?     | SSO     | Fehlstart Problem nach der Abtrennung der 1. Stufe, Orbit wurde nicht erreicht |
| 7        | 20. Mai 2004 17:47       | Taurus-3210     | T-7      | Va 576E    | Formosat-2                                | Erdbeobachtungssatellit                                                                | 764 kg                    | SSO     | Erfolg                                                                         |
| 8        | 24. Februar 2009 09:55   | Taurus-3110     | T-8      | Va 576E    | OCO                                       | Erdbeobachtungssatellit                                                                | 407 kg                    | SSO     | Fehlstart Keine Abtrennung der Nutzlastverkleidung                             |
| 9        | 4. März 2011 10:09       | Taurus-3110     | T-9      | Va 576E    | Glory Elana 1 (E1P, KySat 1, Hermes)      | Erdbeobachtungssatellit Forschungssatellit Technologiesatellit                         | 545 kg 1 kg               | SSO     | Fehlstart Keine Abtrennung der Nutzlastverkleidung                             |
| 10       | 31. Oktober 2017 21:37   | Minotaur-C-3210 | ?        | Va 576E    | SkySat 8–13 4 × Flock 3m                  | sechs Erdbeobachtungssatelliten vier Cubesats                                          | je ca. 120 kg je 5 kg     | SSO     | Erfolg Erster Start als Minotaur-C                                             |

## Taurus II
Die deutlich größere Antares-Rakete war zunächst als Taurus II bezeichnet worden, obwohl sie technisch keine Gemeinsamkeiten mit der Taurus-Rakete hat. Am 12. Dezember 2011 gab Orbital bekannt, dass der Name der Rakete von Taurus II auf Antares geändert wurde.